# Arnold Müller (Paläontologe)
Arnold Müller (* 3. August 1949 in Laucha an der Unstrut; † 5. April 2024 in Leipzig) war ein deutscher Geologe und Paläontologe.

## Werdegang
Müller sammelte schon als Jugendlicher im Muschelkalk des Saale-Unstrut-Gebiets, wo er aufwuchs, und beteiligte sich als Schüler und in der Ausbildung zum Elektromonteur an paläontologischen Grabungskampagnen in Braunkohletagebauen. Er studierte ab 1968 an der Ernst-Moritz-Arndt-Universität Greifswald Geologie und Paläontologie und erwarb dort 1973 sein Diplom (Conodontenstratigraphie des Oberdevons und Unterkarbons in Bohrungen des südlichen Ostseeraums). Danach war er bis 1982 als Geologe in der Braunkohlenprospektion für den VEB Geologische Forschung und Erkundung (VEB GFE) mit Dienststelle in Leipzig tätig, zuletzt in leitender Funktion als Objektgeologe. Da ihm eine Promotion aus politischen Gründen verweigert wurde, stellte er 1981 einen Ausreiseantrag. Das hatte den Verlust seines Arbeitsplatzes beim GFE zur Folge und er arbeitete bis zur Ausreise 1984 als Elektriker. Seine Tertiärsammlung übergab er dem Museum Mauritianum in Altenburg. Er wurde 1987 an der Universität Marburg summa cum laude bei Reinhold Huckriede promoviert (Fauna, Paläoökologie, Taphonomie und Stratigraphie des marinen Mitteloligozäns der südlichen Leipziger Bucht (Böhlener Schichten)) und war danach bis 1993 wissenschaftlicher Mitarbeiter bei Friedrich Strauch an der Universität Münster, an der er Fischfaunen aus der westfälischen Kreide (unter anderem Haie) und Tertiärfaunen des Niederrhein-Gebiets bearbeitete, in den USA sammelte und sich 1992 habilitierte (Ichthyofaunen aus dem atlantischen Tertiär der USA). Ab 1993 war er Kustos und Professor an der geologisch-paläontologischen Sammlung der Universität Leipzig.

## Schriften
- Invertebraten aus dem Unteren Muschelkalk (Trias, Anis) von Halle/Saale und Laucha/Unstrut (DDR). Teil 1: Bivalvia (Myophoriidae, Fimbriidae, Astartidae). In: Geologica et Palaeontologica, 19, 1985, S. 97–117, 4 Taf.
- Trias und Lias in Mitteldeutschland. Exkursionsführer. In: Terra Nostra, 1996 (5), S. 61–107
- mit M. Henniger: Eine Obrutionslagerstätte auf einem fossilen Meeresboden in der Konglomeratbank f2 (unterer Muschelkalk, Mittlerer Wellenkalk) von Farnstädt am Nordwestrand der Querfurter Platte. In: Hallesches Jb. Geowiss., B 27, 2005, S. 13–19, 1 Taf.
- Das Saale-Unstrut-Triasland. Ein geologischer Reisebegleiter, 2 Bände, Schriften Museum Mineralogie Geologie, Dresden, 2014, 2015